# Daewoo K2
Daewoo K2 je južnokorejska jurišna puška koju je razvila Agencija za razvoj obrambenih tehnologija a proizvodi ju S&T Motiv (bivši S&T Daewoo i Daewoo Precision Industries). Standardna je automatska puška u južnokorejskoj vojsci te je 1984. godine zamijenila američki M16. Puška koristi streljiva kalibra 5.56×45mm NATO i .223 Remington ali uporaba potonjeg nije ostvarila potpuni potencijal zbog niske preciznosti i efektivnog dometa.

## Povijest i razvoj
Iako je K2 ušao u vojnu uporabu tri godine nakon strojnice Daewoo K1, njegov razvoj je započeo mnogo prije. Budući da je licenca na proizvodnju američke puške M16A1 uskoro istjecala a Colt ju nije namjeravao produžiti, tadašnji predsjednik Park Chung-hee je čvrsto vjerovao u samostalnost vojnih snaga. Zbog toga je naredio da domaća vojna industrija započne s razvojem nove standardne automatske puške za potrebe južnokorejske vojske.
Tako su inženjeri iz Agencije za razvoj obrambenih tehnologija 1972. godine započeli s projektom naziva XB. Razvoj nove puške trajao je punih 11 godina dok je Colt optužio proizvođača da K2 koristi dizajn koji je kopija njegovog M16. Kasnije je Colt izgubio tužbu dok mu Daewoo nije trebao plaćati licencu za proizvodnju vlastite jurišne puške.
Razvijeno je šest prototipova puške dok je u konačnici odabran XB6. Neki njegovi dijelovi su preuzeti s belgijskog FN FNC kao što su rukohvat, čelični ciljnik i prigušivač. Daljnji razvoj XB6 je doveo do nastanka XB7 i u konačnici do XB7C.
Nakon toga započela je masovna proizvodnja K2 kod kojeg je korišten polimer u proizvodnju rukohvata, pištoljskog rukohvata i kundaka. Vizualno je sličan ArmaLiteovom modelu AR-18 dok su zatvarač i nosaš zatvarača derivat onoga od M16 (nisu kompatibilni) kao i selektor paljbe. S druge strane, plinski cilindar je derivat onoga od AK-47.
K2 može biti opremljen s 40 mm bacačem granata K201 domaće proizvodnje koji je sličan američkom M203.
Južnokorejska vojska namjerava zamijeniti postojeći K2 s novijim dvocijevnim modelom Daewoo K11. Međutim, zbog njegove iznimno visoke cijene i skeptičnosti na vatrenu moć 20 mm granata, odlučeno je da samo dio vojnika u pješačkim jedinicama koristi K11. Tako primjerice u jedinici od devet vojnika, dvojica koriste K2, druga dvojica K2 s bacačem granata K201, treća dvojica K11, jedan vojnik laku strojnicu K3 a posljednja dva vojnika strojnicu K1 ili pušku K2.

## Inačice
- XB: razvijeno je najmanje šest prototipova iz serije XB (od XB1 do XB6).
  - XB6: odabrani prototip za kasniju proizvodnju.
  - XB7: prototip koji je nastao kao daljnji razvoj postojećeg modela XB6.
    - XB7C: konačni eksperimentalni prototip a poznat je i kao XK2.
- K2: inačica koja je ušla u masovnu proizvodnju.
  - AR-100: poluautomatska inačica namijenjena civilnom tržištu koja koristi streljivo kalibra 5.56×45mm NATO.
  - DR-200: poluautomatska inačica namijenjena civilnom tržištu koja koristi streljivo kalibra .223 Remington.
  - DR-300: poluautomatska inačica namijenjena civilnom tržištu koja koristi streljivo kalibra 7.62×39mm.
- K2C: karabinska inačica automatske puške K2 s brojnim izmjenama. Dodan joj je kundak preuzet s američkog M4 i prigušivač s K11 dok je dužina cijevi smanjena na 310 mm.

## Korisnici
- Južna Koreja: K2 je standardna automatska puška u južnokorejskoj vojsci koja je njen primarni korisnik.[1]
- Bangladeš: u službi specijalne vojne jedinice bangladeške ratne mornarice.[1][6]
- Ekvador[7]
- Fidži: pušku koriste oružane snage Fidžija ali je napoznata njena količina.[1][8]
- Filipini[9]
- Indonezija: 210 Daewoo K2 pušaka je nabavljeno 2008. godine.[1]
- JAR[9]
- Libanon[1][10]
- Malavi: u 2012. je dostavljeno 1.100 K2 i 1.100 K2C.[11]
- Meksiko[7]
- Nigerija: prvi strani kupac s kojim je 1983. dogovorena prodaja 3.000 pušaka kao i 1996.[10] Dodatna serija od 30.000 pušaka naručena je 2006. godine.[12]
- Peru: pušku koristi Infantería de Marina del Perú (peruansko mornaričko pješaštvo).[1]
- Senegal: stotinu pušaka je nabavljeno 2003. godine.[1][10]

## Vidjeti također
- Daewoo K11

## Vanjske poveznice
- World Guns.ru - Daewoo K2 assault rifle and K1 assault carbine (South Korea)